# Г
Г, г (cursiva Г, г) es la cuarta letra del alfabeto cirílico, cuarta en el alfabeto ruso y ucraniano.

## Orígenes
Proviene de la letra gamma del alfabeto griego. Ambas letras son iguales en las versiones estándar de ambos alfabetos. En algunos formatos (especialmente en letra cursiva), la minúscula (г) se asemeja a una letra s invertida.

## Uso
Representa la oclusiva velar sonora /g/ o la fricativa glotal sonora /ɦ/ en distintos idiomas.
En serbio, búlgaro y macedonio estándar Г representa siempre el sonido /g/. En el ruso estándar también representa el sonido /g/ excepto si es la última letra de la palabra o está al final de sílaba antes de una consonante sorda, dónde suena [k], y antes de una vocal palatizada, dónde suena [gʲ]. Además, en algunos sufijos masculinos de los casos genitivo y acusativo representa /v/ cuando se encuentra entre dos vocales.
En ucraniano y bielorruso representa el sonido /ɦ/.

### Sistema numeral cirílico
Esta letra tiene un valor de 3 en el antiguo sistema numeral cirílico.

## Tabla de códigos
| Codificación de caracteres | Tipo      | Decimal | Hexadecimal | Octal  | Binario             |
| -------------------------- | --------- | ------- | ----------- | ------ | ------------------- |
| Unicode                    | mayúscula | 1043    | 0413        | 002023 | 0000 0100 0001 0011 |
| Unicode                    | minúscula | 1075    | 0433        | 002063 | 0000 0100 0011 0011 |
| ISO 8859-5                 | mayúscula | 179     | B3          | 263    | 1011 0011           |
| ISO 8859-5                 | minúscula | 211     | D3          | 323    | 1101 0011           |
| KOI 8                      | mayúscula | 231     | E7          | 347    | 1110 0111           |
| KOI 8                      | minúscula | 199     | C7          | 307    | 1100 0111           |
| Windows 1251               | mayúscula | 195     | C3          | 303    | 1100 0011           |
| Windows 1251               | minúscula | 227     | E3          | 343    | 1110 0011           |
Sus códigos HTML son: &#1043; o &#1043 para la mayúscula o &#1075; o &#x433; para la minúscula.